# Sprintvärldsmästerskapen i kanotsport 1998
Sprintvärldsmästerskapen i kanotsport 1998 anordnades i Szeged, Ungern. 

## Medaljsummering
| Pl.    | Nation      | Guld | Silver | Brons | Totalt |
| ------ | ----------- | ---- | ------ | ----- | ------ |
| 1      | Ungern      | 7    | 5      | 5     | 17     |
| 2      | Tyskland    | 5    | 3      | 3     | 11     |
| 3      | Ryssland    | 2    | 2      | 6     | 10     |
| 4      | Italien     | 2    | 3      | 1     | 6      |
| 5      | Kanada      | 4    | 1      | 0     | 5      |
| 6      | Australien  | 2    | 1      | 1     | 4      |
| 7      | Tjeckien    | 2    | 1      | 1     | 4      |
| 8      | Rumänien    | 0    | 2      | 1     | 3      |
| 9      | Ukraina     | 0    | 1      | 2     | 3      |
| 10     | Israel      | 1    | 1      | 0     | 2      |
| 11     | Slovakien   | 1    | 1      | 0     | 2      |
| 12     | Norge       | 0    | 1      | 1     | 2      |
| 13     | Sverige     | 0    | 1      | 1     | 2      |
| 14     | Mall:FR-YUG | 0    | 1      | 1     | 2      |
| 15     | Spanien     | 0    | 0      | 2     | 2      |
| 16     | Belarus     | 0    | 1      | 0     | 1      |
| 17     | Polen       | 0    | 1      | 0     | 1      |
| 18     | Argentina   | 0    | 0      | 1     | 1      |
| Totalt | Totalt      | 26   | 26     | 26    | 78     |

### Herrar

#### Kanadensare
| Gren       | Guld                                                              | Tid | Silver                                                                          | Tid | Brons                                                                             | Tid |
| C-1 200 m  | Martin Doktor (CZE)                                               |     | Slavomír Kňazovický (SVK)                                                       |     | Mychajlo Slyvynskyj (UKR)                                                         |     |
| C-1 500 m  | Maksim Opalev (RUS)                                               |     | Andreas Dittmer (GER)                                                           |     | Mychajlo Slyvynskyj (UKR)                                                         |     |
| C-1 1000 m | Steve Giles (CAN)                                                 |     | Martin Doktor (CZE)                                                             |     | Andreas Dittmer (GER)                                                             |     |
| C-2 200 m  | Tyskland Thomas Zereske Christian Gille                           |     | Ungern Miklós Buzál Attila Végh                                                 |     | Ryssland Vladislav Polzunov Andrej Kabanov                                        |     |
| C-2 500 m  | Ungern György Kolonics Csaba Horváth                              |     | Polen Daniel Jędraszko Paweł Baraszkiewicz                                      |     | Tyskland Thomas Zereske Christian Gille                                           |     |
| C-2 1000 m | Ryssland Aleksandr Kovaljov Aleksandr Kostoglod                   |     | Rumänien Gheorghe Andriev Florin Popescu                                        |     | Ungern György Zala Endre Ipacs                                                    |     |
| C-4 200 m  | Tjeckien Petr Procházka Tomáš Křivánek Petr Fuksa Karel Kožíšek   |     | Belarus Aljaksandr Masiajkoŭ Andrej Beljajev Anatol Rjenejski Uladzimir Merynaŭ |     | Ryssland Pavel Konovalov Konstantin Fomitjov Vladimir Ladotja Aleksandr Kostoglod |     |
| C-4 500 m  | Ungern György Kolonics Csaba Horváth Csaba Hüttner László Szuszkó |     | Rumänien Gheorghe Andriev Florin Popescu Cosmin Pasca Ionel Averian             |     | Ryssland Aleksandr Kostoglod Pavel Konovalov Vladislav Polzunov Vladimir Ladotja  |     |
| C-4 1000 m | Ungern Csaba Horváth Béla Belicza Csaba Hüttner László Szuszkó    |     | Ryssland Konstantin Fomitjov Vasilij Majlov Andrej Kabanov Ignat Kovaljov       |     | Tjeckien Martin Doktor Petr Netušil Jan Macháč Viktor Jiráský                     |     |

#### Kajak
| Gren       | Guld                                                          | Tid | Silver                                                               | Tid | Brons                                                                           | Tid |
| K-1 200 m  | Michael Kolganov (ISR)                                        |     | Oleksij Slivinskyj (UKR)                                             |     | Ognjen Filipović (YUG)                                                          |     |
| K-1 500 m  | Ákos Vereckei (HUN)                                           |     | Michael Kolganov (ISR)                                               |     | Lutz Liwowski (GER)                                                             |     |
| K-1 1000 m | Lutz Liwowski (GER)                                           |     | Knut Holmann (NOR)                                                   |     | Javier Correa (ARG)                                                             |     |
| K-2 200 m  | Ungern Vince Fehérvári Róbert Hegedűs                         |     | Ryssland Sergej Verlin Anatolij Tisjtjenko                           |     | Rumänien Geza Magyar Romică Şerban                                              |     |
| K-2 500 m  | Slovakien Michal Riszdorfer Juraj Bača                        |     | Italien Beniamino Bonomi Luca Negri                                  |     | Ungern Krisztián Bártafai Gábor Horvárth                                        |     |
| K-2 1000 m | Italien Antonio Rossi Luca Negri                              |     | Jugoslavien Mićo Janić Stjepan Janić                                 |     | Ungern Attila Adám Krisztián Veréb                                              |     |
| K-4 200 m  | Ungern Gyula Kajner Vince Fehérvári István Beé Róbert Hegedűs |     | Italien Antonio Rossi Beniamino Bonomi Ivano Lussignoli Luca Negri   |     | Norge Andreas Gjersø Nils Olav Fjeldheim Knut Holmann Robby Roarsen Hangli      |     |
| K-4 500 m  | Tyskland Torsten Gutsche Mark Zabel Björn Bach Stefan Ulm     |     | Ungern Botond Storcz Krisztián Bártafai Zsolt Szádoszki Márton Bauer |     | Ryssland Andrej Tissin Andrej Sjtjegolichin Vitalij Gankin Roman Zarubin        |     |
| K-4 1000 m | Tyskland Torsten Gutsche Mark Zabel Björn Bach Stefan Ulm     |     | Ungern Botond Storcz Krisztián Bártafai Zsolt Szádoszki Márton Bauer |     | Ryssland Anatolij Tisjtjenko Sergej Verlin Georgij Tsybulnikov Aleksandr Ivanik |     |

### Damer

#### Kajak
| Gren       | Guld                                                              | Tid | Silver                                                                 | Tid | Brons                                                                         | Tid |
| K-1 200 m  | Caroline Brunet (CAN)                                             |     | Josefa Idem (ITA)                                                      |     | Éva Dónusz (HUN)                                                              |     |
| K-1 500 m  | Caroline Brunet (CAN)                                             |     | Katrin Borchert (AUS)                                                  |     | Josefa Idem (ITA)                                                             |     |
| K-1 1000 m | Josefa Idem (ITA)                                                 |     | Caroline Brunet (CAN)                                                  |     | Katrin Borchert (AUS)                                                         |     |
| K-2 200 m  | Kanada Marie-Josée Gibeau-Ouimet Karen Furneaux                   |     | Ungern Kinga Dékány Rita Kőbán                                         |     | Spanien Beatriz Manchón Izaskun Aramburu                                      |     |
| K-2 500 m  | Australien Anna Wood Katrin Borchert                              |     | Tyskland Birgit Fischer Anett Schuck                                   |     | Ungern Kinga Dékány Rita Kőbán                                                |     |
| K-2 1000 m | Australien Anna Wood Katrin Borchert                              |     | Tyskland Birgit Fischer Ute Plessman                                   |     | Sverige Anna Karlsson Susanne Gunnarsson                                      |     |
| K-4 200 m  | Ungern Kinga Dékány Erzsébet Viski Rita Kőbán Katalin Kovács      |     | Sverige Anna Karlsson Susanne Gunnarsson Ingela Eriksson Maria Haglund |     | Ryssland Natalja Gouilj Jelena Tissina Larissa Peisachovitj Tatjana Tistjenko |     |
| K-4 500 m  | Tyskland Birgit Fischer Anett Schuck Manuela Mucke Marcela Bednar |     | Ungern Kinga Dékány Szilvia Szabó Andrea Barocsi Katalin Kovács        |     | Spanien Beatriz Manchón Izaskun Aramburu Ana María Penas Belen Sánchez        |     |